# Langs de oevers van de Yangtze
Langs de oevers van de Yangtze is een Nederlandse documentairereeks over de Volksrepubliek China van de omroep VPRO en wordt gepresenteerd door fotograaf Ruben Terlou en geregisseerd door Maaik Krijgsman. In het programma reist Terlou door China, beginnend bij Shanghai, richting Tibet. Hierbij volgt hij het verloop van de rivier de Yangtze.
Op de tv-beurs Mipcom werd de serie in 2016 verkocht aan de publieke omroep in Hongkong. Het programma werd genomineerd voor de Zilveren Nipkowschijf, maar verloor van Zondag met Lubach.
In 2018 maakten Terlou en Krijgsman een zevendelige opvolger getiteld Door het hart van China. Terlou omschrijft 'Langs de oevers' als introductie en 'Door het hart' als voor gevorderden. Eind 2019 kwam met Chinese dromen een derde reeks uit en in 2021 met De wereld van de Chinezen een vierde.

## Afleveringen
1. The Chinese Dream (7 februari 2016):[4] in Shanghai, over de Chinese Droom en verstedelijking
2. Double Happiness (14 februari 2016):[5] in Nanjing, over de zoektocht naar de perfecte partner
3. De Grote Roerganger (21 februari 2016):[6] in Wuhan, over Mao Zedong, nationalisme, en vaderlandsliefde
4. De Dam (28 februari 2016):[7] in Yichang, over de Drieklovendam en de gevolgen daarvan voor het milieu
5. Pretpark China (6 maart 2016):[8] in Chongqing, over vrijetijdsbesteding, entertainment, en showbizz
6. Snelweg naar Tibet (13 maart 2016):[9] in Shangri-La, over etnische minderheden, oude culturen, en modernisering